# Редя (комуна)
Редя (рум. Redea) — комуна у повіті Олт в Румунії. До складу комуни входять такі села (дані про населення за 2002 рік):
- Валя-Соарелуй (317 осіб)
- Редя (2354 особи)
- Редішоара (588 осіб)

Комуна розташована на відстані 149 км на захід від Бухареста, 42 км на південь від Слатіни, 48 км на південний схід від Крайови.

## Населення
За даними перепису населення 2002 року у комуні проживали 3259 осіб. Усі жителі комуни рідною мовою назвали румунську.
Національний склад населення комуни:
| Національність | Кількість осіб | Відсоток |
| -------------- | -------------- | -------- |
| румуни         | 3240           | 99,4%    |
| цигани         | 19             | 0,6%     |

Склад населення комуни за віросповіданням:
| Релігія       | Кількість осіб | Відсоток |
| ------------- | -------------- | -------- |
| православні   | 3254           | 99,8%    |
| п'ятдесятники | 5              | 0,2%     |